# J. Charles Davis Productions
J. Charles Davis Productions foi uma companhia cinematográfica estadunidense da era do cinema mudo, pertencente ao produtor J. Charles Davis, e que produziu mais de 20 filmes entre 1924 e 1929.

## Histórico
O produtor John Charles Davis foi proprietário da J. Charles Davis Productions e da Davis Distributing Division. A primeira produção da companhia foi o filme $50,000 Reward, em 1924, uma co-produção com a Clifford S. Elfelt Productions, e a última foi A Texan's Honor, em 1929.
Entre seus filmes, destacam-se My Neighbor's Wife (1925), The Demon Rider (1925), Bullets and Justice (1929) e The Three Outcasts (1929). Produziu vários westerns com Ken Maynard, Art Acord e Yakima Canutt, e dois seriados, The Power God (1925) e The Mystery Box (1925).

## Estrelas
Entre as principais estrelas da companhia, destacam-se Helen Ferguson, Herbert Rawlinson, Ken Maynard, Art Acord e Yakima Canutt.

## Filmografia parcial
- $50,000 Reward (1924)
- The Power God (1925)
- My Neighbor's Wife (1925)
- The Demon Rider (1925)
- The Mystery Box (1925)
- Bullets and Justice (1929)
- A Texan's Honor (1929)